# Christian August von Arnim
Christian August von Arnim war ein sächsischer Landtagsabgeordneter und schriftsässiger Rittergutsbesitzer sowie Generalmajor.

## Leben und Karriere
Er entstammt  dem Adelsgeschlecht von Arnim und war Gutsherr auf Schloss Neusorge. 
Als Vertreter der Allgemeinen Ritterschaft nahm er im Kurfürstentum Sachsen am Landtag 1728 in Dresden teil.